# Bensu Soral
Bensu Soral Baş (* 23. März 1991 in İnegöl) ist eine türkische Schauspielerin.

## Leben und Karriere
Soral wurde am 23. März 1991 in İnegöl geboren. Sie studierte an der Marmara-Universität. Für ihre Schauspielkarriere bekam sie Unterstützung von ihrer Schwester Hande Soral. Ihr Debüt gab sie 2012 in der Fernsehserie Yol Ayrımı. 2015 bekam sie ihre erste Hauptrolle in Tatlı Küçük Yalancılar. Anschließend spielte sie 2016 in İçerde die Hauptrolle. Außerdem trat Soral 2018 in dem Film Organize İşler 2: Sazan Sarmalı auf. 2021 bekam sie eine Rolle in Mest-i Aşk.

## Filmografie
Filme
- 2018: Dıșarda 2
- 2019: Organize İşler 2: Sazan Sarmalı
- 2021: Mest-i Aşk

Serien
- 2012: Yol Ayrımı
- 2013: Vicdan
- 2014: Boynu Bükükler
- 2015: Tatlı Küçük Yalancılar
- 2016–2017: İçerde
- 2021: Cam Tavanlar
- 2022: Tuzak

## Musikvideos
- 2013: Kader (feat. Murat Dalkılıç)

## Werbespots
- 2016: Max Factor
- 2017: Mavi
- 2018: Defacto
- 2019: Koton
- 2020: Clear
- 2021: Firee Fire

## Auszeichnungen
- 2015: 42. Pantene Altın Kelebek[3]